# Триндль, Оливер
Оливер Триндль (нем. Oliver Triendl; род. 1970, Маллерсдорф, Нижняя Бавария) — немецкий пианист.
Учился в Мюнхене у Райнера Фукса, затем занимался под руководством Экарта Беша, Герхарда Опица, Олега Майзенберга.
Первую запись выпустил в 1991 г. вместе с виолончелистом Себастьяном Хессом (сонаты Рихарда Штрауса и Сергея Прокофьева). В дальнейшем много записывался в дуэте со скрипачами Вольфгангом Шрёдером и Урсулой Берг, другими партнёрами, критика отмечала, что Триндль «стал широко востребованным аккомпаниатором» благодаря таким свойствам, как «страстная привязанность к мелочам и деталям, склонность к диалогу и взаимодействию, прекрасное, захватывающе звучание». Как солист и ансамблист участвовал в записи многих сочинений Харальда Генцмера. Записал фортепианные концерты позднеромантических композиторов Феликса Дрезеке, Юлиуса Рёнтгена, Людвига Тюйе, Антона Уршпруха, Доры Пеячевич, Пауля Гренера, авторов XX века Эдуарда Кюннеке, Яна ван Гилсе, Франца Райценштайна, Бориса Папандопуло, Григория Фрида.
Основатель (2006) и художественный руководитель (до 2018 г.) фестиваля камерной музыки Fürstensaal Classix в Кемптене, посвящённого редким произведениям начиная с классической эпохи.